# Acaste
Acaste o Acasta (in greco antico: Ἀκάστη?, Akástē) era nella mitologia greca una Oceanina, figlia del titano Oceano e della titanide Teti, una delle Oceanine, citata da Esiodo nella Teogonia al verso 356:
(Esiodo (Ησίοδος), Teogonia (Θεογονία) v.356)

## Altre versioni del mito
Viene menzionata anche come una delle compagne di Persefone quando andava nei boschi a raccogliere fiori.
Ha lo stesso nome una balia dei figli del re Acasto di Argo.